# Sankt Martin an der Raab
Sankt Martin an der Raab is een gemeente in de Oostenrijkse deelstaat Burgenland, gelegen in het district Jennersdorf (JE). De gemeente heeft ongeveer 2100 inwoners.

## Geografie
Sankt Martin an der Raab heeft een oppervlakte van 43, km². Het ligt in het uiterste zuidoosten van het land.
Kadastrale gemeenten zijn Doiber, Gritsch, Neumarkt an der Raab, Oberdrosen, Sankt Martin an der Raab en Welten.
Deutsch Kaltenbrunn · Eltendorf · Heiligenkreuz im Lafnitztal · Jennersdorf · Königsdorf · Minihof-Liebau · Mogersdorf · Mühlgraben · Neuhaus am Klausenbach · Rudersdorf · Sankt Martin an der Raab · Weichselbaum
- Gemeinsame Normdatei: 4663611-0
- Virtual International Authority File: 239206420